# Peugeot Type 190 S
La Type 190 S era un'autovettura di fascia bassa prodotta tra il 1928 ed il 1931 dalla Casa automobilistica francese Peugeot.

## Profilo
La Type 190 fu lanciata alla fine del 1928 per sostituire la Peugeot Quadrilette, piccola vetturetta risultata un vero best seller negli anni venti. La Type 190S era anch'essa una piccola vetturetta, ma di impostazione più tradizionale rispetto alla Quadrilette. Rinunciò infatti a soluzioni originali come i due posti in tandem tipico della maggior parte delle Quadrilette. Disponibile sia come torpedo, sia come coach, sia anche come spider, la Type 190 S montava un piccolo motore a 4 cilindri da 695 cm³ in grado di erogare una potenza massima di 14 CV e di spingere la vettura ad una velocità massima di 60 km/h.
Le prestazioni erano quindi modeste, ma in linea con la concorrenza dell'epoca. Le dimensioni erano piuttosto ridotte e non lasciavano molto spazio al comfort. Ciononostante, la Type 190 S riscosse un enorme successo e fu venduta in oltre 33 000 esemplari fino al 1931. Nel 1929 fu lanciata la Peugeot 201, ossia la vettura che avrebbe affiancato e poi sostituito la Type 190 S, rinnovando così i successi commerciali della piccola Peugeot.